# Ludwig Merz (Heimatforscher)
Ludwig Merz (* 24. Dezember 1908 in Heidelberg; † 2003 in Mosbach) war ein Fachoberlehrer und Stadthistoriker aus Heidelberg.

## Leben
Der Sohn eines Lokomotivführers wuchs in der Heidelberger Weststadt auf. Er legte das Abitur im Jahr 1927 ab. Ab 1928 besuchte er die Lehrerbildungsanstalten Karlsruhe und Heidelberg. Im Jahr seiner Heirat, 1934, wurde er Leiter der HJ-Kulturstelle Heidelberg. In den Jahren 34/35 erfolgte eine Tätigkeit beim Jugend- und Schulfunk in der Reichsjugendführung (Berlin). Ab 1934 und dann noch einmal nach dem Zweiten Weltkrieg, im Jahr 1954, Lehrer in Wieblingen. Ab 1940 leistete er Kriegsdienst als Unteroffizier. Merz geriet zunächst in amerikanische, von Mai bis September 1945 in britische Kriegsgefangenschaft.

## Wirken
Ab 1955 war Merz Lehrer an der Rottmannschule Handschuhsheim. Von 1969 bis zu seiner Pensionierung im Jahr 1973 hatte er einen Lehrauftrag am Pädagogischen Institut der Pädagogischen Hochschule Heidelberg inne. Dort war er Dozent für Werkerziehung für Grundschullehrer.
Als Heimatforscher widmete er sich ausgiebig der Erforschung des römischen, mittelalterlichen und frühneuzeitlichen Heidelbergs. Er war Mitbegründer des Heidelberger Geschichtsvereins und der Schutzgemeinschaft Heiligenberg. Neben Führungen zur Stadt- und Landesgeschichte und Vorträgen für den Südwestdeutschen Rundfunk verfasste Merz rund 160 Schriften über Heidelberger Themen. Auf seine Anregung gehen zahlreiche Gedenksteine und Schautafeln in der Stadt zurück, darunter auch der gesamte Historische Pfad im Heidelberger Stadtwald.
Für seine Verdienste wurde er 1969 mit dem Bundesverdienstkreuz und 1996 mit der Heidelberger Bürgermedaille ausgezeichnet. Außerdem wurde er im Dezember 2001 zum Ehrenbürger der Pädagogischen Hochschule Heidelberg ernannt.

## Schriften
- Alt-Heidelberg in Kupfer gestochen. Eine Wanderung mit der Lupe durch den Kupferstich Matthäus Merians von Heidelberg, A.D. 1620. Selbstverlag, Heidelberg 1972 (5. Auflage 1982).
- mit Wilm Weber und Hans-Joachim Zimmermann: Der Heidelberger Brückenaffe. Beiträge zur Stadtgeschichte. Heidelberger Verlagsanstalt, Heidelberg 1979, ISBN 3-920431-00-6.
- Alt Heidelberg und seine Tore. Heidelberg 1983
- mit Rolf Kienle: Die Molkenkur. Heidelberg 1983
- Chronik der Ängste und Nöte der Kurpfälzer über 500 Jahre. Heidelberger Verlagsanstalt, Heidelberg 1985, ISBN 3-920431-69-3.
- Die Residenzstadt Heidelberg. Heidelberger Verlagsanstalt, Heidelberg 1986, ISBN 3-920431-48-0.